# Megalophanes nigrimanus
Megalophanes nigrimanus is een vlinder uit de familie van de zakjesdragers (Psychidae). De wetenschappelijke naam van deze soort is voor het eerst voorgesteld als Psyche ?? nigrimanus door Francis Walker in een publicatie uit 1870.
De soort komt voor in Soedan.